# 留萠鉄道
留萠鉄道（るもいてつどう）は、北海道雨竜郡（空知支庁管内沼田町）および留萌郡（留萌支庁管内留萌町（当時））でそれぞれ鉄道路線を運営していた私鉄。沿線の炭鉱の閉山により、沼田町内に所有していた路線（炭礦線）を最後に1969年に鉄道営業を休止、1971年に正式に廃止した。会社名は開業当初、留萠港周辺にも路線（海岸線）を所有していたことによる。
なお、「萠」は「萌」の俗字だが、本鉄道が存在した間の正式な表記は「萠」であるため、本項の表記はすべてこれによる。なお、地名等との齟齬については、1947年に留萠町が市制を施行する際に表記を正字の留萌市に改めたことによる。国鉄（JR北海道）の路線名、駅名については1997年に正字に改められている。

## 歴史
石狩川水系の雨竜川の支流である幌新太刀別川（ほろにたちべつがわ）流域に開発された雨竜炭田の各炭鉱から産出される石炭を留萌港に積み出すため、沿線各炭鉱を経営する明治鉱業（安川財閥）や浅野同族（浅野財閥）、三井鉱山（三井財閥）によって京橋区銀座7丁目5番地に資本金250万円で設立された。
炭鉱の所在地が御料林であったことから宮内省も株主に名を連ねていた。なお、当時の主な株主は明治鉱業1万株、浅野炭鉱（浅野財閥）1万株、生命保険協会1万株、三井鉱山3,500株、北炭3,500株、三菱鉱業（三菱財閥）2,500株、住友炭鉱（住友財閥）2,500株、大倉商事（大倉財閥）2,500株、宮内省1,000株など。
鉄道路線は、留萠本線の恵比島駅から分岐して上流の各炭鉱に連絡して昭和駅に至る炭礦線と、留萠駅から分岐して石炭積出港である留萠港を取り巻く海岸線（南岸線、北岸線）からなっていた。両線の間は国鉄留萠本線により輸送を行った。炭礦線は旅客貨物営業、海岸線は貨物営業のみ（後述のように当初は旅客営業も予定）を行ったが、開業時は本線用の車両を保有せず、国鉄（当時は鉄道省）に運行を委託した。国鉄では恵比島に駐泊所（深川機関区恵比島駐泊所）を設置し機関車1両が常駐した。
1939年、天塩鉄道敷設に伴って留萠駅構内配線の改良がなされると、これに連絡する海岸線は1941年10月に買収・国有化されて留萠駅の構内側線となり、以降は炭礦線のみとなった。
戦後には松本健次郎初代社長と他4名が公職追放により辞任し、専務の田淵助六が社長に就任。1952年には客貨分離が行われ、漸く自社の機械式気動車による旅客列車の運行が開始されたが、貨物（混合）列車は国鉄による運行管理が引き続き行われ、国鉄機がこれを牽引した。1955年に液体式気動車が増備されるに及び、留萠本線恵比島 - 深川間への直通運転が計画され、翌1956年5月から実施された。その後、自社発注のディーゼル機関車導入に伴って1960年10月末日をもって国鉄との運転管理委託を解除し、すべての列車を自社運行とした。
1958年にはロータリー式除雪用ディーゼル機関車DR101CLを導入した。これは留萠鉄道傍系の三和興業（のちのNICHIJO）が開発して新潟鐵工所で製造したもので、ロータリー装置を脱着可能な1067mm軌間のディーゼル機関車としては日本初のものであり、国鉄DD14形開発の先駆となったことから、留萠鉄道は運輸大臣から表彰を受けている。
沿線炭鉱の順調な出炭に支えられて昭和30年代までの経営状況はきわめて良好で、液体式気動車も5両を数えるほどであったが、1968年11月20日に雨竜炭鉱（旧浅野炭鉱）、翌1969年4月20日に太刀別炭鉱、4月30日に昭和炭鉱が相次いで閉山すると存在理由を失い、1969年4月22日に石炭輸送列車が運行停止、5月1日に営業休止して会社更生手続きに入った。この間、砕石事業などを主体とする会社再建案も検討されたが、子会社の倒産も相次いだことから翌1970年11月には会社の清算が決まり、運行再開することなく1971年4月15日に全線を廃止した。

## 炭礦線
炭礦線（たんこうせん）は、北海道雨竜郡沼田町の恵比島駅から同町内の昭和駅を結ぶ17.6kmの路線で、沿線の炭鉱（昭和炭鉱、太刀別炭鉱、浅野炭鉱）から産出される石炭を留萌港に輸送する使命を担った。
1928年に後述の海岸線（北岸線）とともに恵比島 - 太刀別間、翌1929年に太刀別 - 佐々木沢間の鉄道敷設免許を取得し、1930年7月に恵比島 - 太刀別間14.0km、同年10月に太刀別 - 昭和間3.6kmを順次開業した。昭和炭鉱は1930年10月から、浅野炭鉱は1931年4月から出炭を開始した。
なお、佐々木沢付近で予定された三井鉱山鉱区の炭鉱開発計画が頓挫したため、昭和 - 佐々木沢間2.35kmは未着工のまま、1942年に免許を失効している。
開業当初から鉄道省札幌鉄道局に運行管理を委託し、客車も鉄道省から借り入れたため、当時の在籍車両は昭和駅構内で入れ換えを行う小型機関車のみであった。
戦後、御料林からの木材発送がなくなった太刀別駅を1949年に廃止した。1952年にはディーゼル動車を購入して乗降場を設置し、旅客サービスの向上に努めるとともに、これまで混合列車で使用していた国鉄借入客車を正式に譲り受けた。1963年には九州鉱山太刀別炭鉱の開坑に伴い、太刀別駅が積み出し駅として復活し、同年10月から出炭を開始した。
昭和30年代の営業係数はほぼ70 - 80台で、貨物は年間約45万トン、旅客は年間約45万人を数えるなど、輸送量は漸増傾向にあったが、1968年12月の第4次石炭政策答申で国内炭鉱の整理統合政策が明確に示されると、中小炭鉱は一気に閉山へとなだれ込み、沿線の炭鉱が消滅して留萠鉄道は存在理由を失った。1969年に営業休止、1971年に全線廃止を実施した。

### 路線データ
- 区間（営業キロ）：恵比島 - 昭和 17.6km
- 軌間：1067mm
- 駅数：7（起点駅含む。うち乗降場2）
- 複線区間：なし（全線単線）
- 電化区間：なし（全線非電化）
- 閉塞方式：タブレット閉塞式

### 歴史
- 1928年（昭和3年）
  - 3月31日：恵比島 - 太刀別間の鉄道敷設免許を申請
  - 4月21日：同 鉄道敷設免許[8]
  - 6月5日：留萠鉄道設立。資本金250万円、初代社長松本健次郎[2]。
  - 7月：路線測量を開始。
- 1929年（昭和4年）
  - 4月：恵比島 - 太刀別間着工。
  - 5月8日：太刀別 - 佐々木沢間の鉄道敷設免許を申請
  - 8月24日：同 鉄道敷設免許[9]
  - 11月：太刀別 - 昭和間着工。
- 1930年（昭和5年）
  - 7月1日：恵比島 - 太刀別間 (14.0km) を開業、旅客貨物運輸営業を開始、恵比島駅・幌新駅・浅野炭山駅・太刀別駅を新設[10]
  - 10月1日：太刀別 - 昭和間 (3.6km) を延伸開業、旅客貨物運輸営業を開始、昭和駅を新設[11]
- 1942年（昭和17年）5月13日：昭和 - 佐々木沢間 (2.4km) 鉄道敷設免許失効[12]
- 1949年（昭和24年）7月1日：太刀別駅を廃止
- 1952年（昭和27年）
  - 5月1日：本通乗降場・袋地乗降場・宝沢乗降場を新設
  - 10月1日：浅野炭山駅を新雨竜駅に改称
  - 12月：気動車導入に伴い客貨分離
- 1956年（昭和31年）5月15日：留萠本線恵比島 - 深川間に気動車による直通運転開始
- 1960年（昭和35年）11月1日：国鉄による運行管理廃止
- 1963年（昭和38年）7月15日：太刀別駅を新設、宝沢乗降場を廃止
- 1969年（昭和44年）5月1日：全線の営業休止[6][7]。深川 - 恵比島 - 昭和間で代替バス1日6往復を設定[13][7]。
- 1971年（昭和46年）4月15日：全線を廃止 (-17.6km)

### 駅一覧
*印は交換可能な駅
交換可能な駅・接続路線の事業者名・駅の所在地は廃止時点のもの。宝沢乗降場は路線廃止前に廃止。
| 駅名       | 営業キロ | 接続路線               | 所在地 | 所在地       | 地図                                   |
| ---------- | -------- | ---------------------- | ------ | ------------ | -------------------------------------- |
| 恵比島駅   | 0.0      | 日本国有鉄道：留萠本線 | 北海道 | 雨竜郡沼田町 | 北緯43度51分4.3秒 東経141度52分53.43秒 |
| 本通乗降場 | 2.5      |                        | 北海道 | 雨竜郡沼田町 | 北緯43度52分0.2秒 東経141度53分50.5秒  |
| 幌新駅*    | 4.8      |                        | 北海道 | 雨竜郡沼田町 | 北緯43度52分57.0秒 東経141度55分0.7秒  |
| 袋地乗降場 | 8.0      |                        | 北海道 | 雨竜郡沼田町 | 北緯43度54分22.6秒 東経141度55分40.0秒 |
| 新雨竜駅*  | 12.0     |                        | 北海道 | 雨竜郡沼田町 | 北緯43度56分15.6秒 東経141度55分35.6秒 |
| 宝沢乗降場 | 13.6     |                        | 北海道 | 雨竜郡沼田町 |                                        |
| 太刀別駅   | 14.0     |                        | 北海道 | 雨竜郡沼田町 | 北緯43度57分4.8秒 東経141度56分30.6秒  |
| 昭和駅     | 17.6     |                        | 北海道 | 雨竜郡沼田町 | 北緯43度58分40.3秒 東経141度56分49.0秒 |

### 運行
1967年（昭和42年）9月10日当時
- 列車本数：恵比島 - 昭和間 旅客6往復（下り1本、上り2本は留萌本線乗り入れで深川駅発着）、貨物列車、排雪列車も設定
- 所要時間：恵比島 - 昭和間 旅客31分 - 40分
- 運賃：恵比島から幌新まで20円、新雨竜まで40円、昭和まで60円

1968年（昭和43年）10月1日ダイヤ改正
- 列車本数：恵比島 - 昭和間 旅客6往復（下り1本、上り2本は留萌本線乗り入れで深川駅発着）、貨物3往復、排雪6往復（不定期）
- 所要時間：恵比島 - 昭和間 旅客31分 - 33分、貨物35分 - 1時間4分、排雪41分 - 1時間15分
- 運賃：不明

## 海岸線
海岸線（かいがんせん）は、留萠港からの石炭・木材の積み出しのために建設された貨物線で、北岸線と南岸線の2路線を有した。この貨物線こそが本鉄道の名称の由来であり、炭礦線の使命を補完するものであった。
当初は北岸線のみの鉄道敷設免許を得て旅客貨物営業を目論んだが、留萌港の築港工事に伴って南岸でも石炭荷役を行うことになり、南岸線（旅客貨物営業）を追加した。開業後は両線とも貨物営業のみを行い、南岸線の旅客運輸営業については、道庁の報告によればガソリンカーの導入も検討されたようだが、旅客用施設建設など具体化に至らず、留萠町内で乗合自動車の運行が始まると旅客営業の必要は薄れ、結局実現することのないまま営業廃止している。なお、1934年には南北両線で一時限りの旅客輸送許可を得ている。これは当時、北満に出兵していた第7師団の交代兵員を留萌港に輸送するため、第7師団から通知された日時に国鉄客車を直通運転するものであった。
1934年には北岸線から分岐し古丹浜に至る約1.2kmを着工したが、古丹浜駅設置予定地の土地買収が予定通りに進まず、その手前に設けた仮古丹浜駅で木材を中心とする貨物扱いを行った。海岸線は留萠駅の改良に伴って1941年に買収国有化され、国鉄留萠駅の構内側線となった。列車の運行管理については、開業から買収に至るまで鉄道省に委託されていた。

### 路線データ
- 区間（営業キロ）
  - 南岸線 留萠 - 西留萠 1.2km
  - 北岸線 留萠 - 北留萠 1.0km、分岐点（留萠起点0.3km） - 仮古丹浜 1.1km
- 軌間：1067mm
- 駅数：3（起点駅を含まず。すべて貨物駅）
- 複線区間：なし（全線単線）
- 電化区間：なし（全線非電化）

### 歴史
- 1928年（昭和3年）
  - 3月31日：留萠 - 北留萠間（北岸線）の鉄道敷設免許を申請
  - 4月21日：同 鉄道敷設免許[8]
- 1929年（昭和4年）7月2日：起業目論見書記載事項変更許可（留萠 - 西留萠間の南岸線を追加し、北岸線を貨物運輸営業のみに変更）
- 1930年（昭和5年）12月1日：南岸線 留萠 - 西留萠間の貨物運輸営業を開始、（貨）西留萠駅を新設[16]
- 1932年（昭和7年）12月1日：北岸線 留萠 - 北留萠間の貨物運輸営業を開始、（貨）北留萠駅を新設[17]
- 1934年（昭和9年）
  - 1月30日：一時限旅客輸送許可（第7師団から通知の期間のみ）
  - 7月24日：北岸線工事方法変更認可（分岐点 - 古丹浜）
  - 9月13日：北岸線仮古丹浜駅設計認可
  - 9月30日：北岸線 分岐点 - 仮古丹浜間の貨物運輸営業を開始、（貨）仮古丹浜駅を新設[18]
- 1939年（昭和14年）7月27日：南岸線の旅客運輸営業廃止許可
- 1941年（昭和16年）10月1日：全線を買収・国有化[19]、留萠駅構内側線となる

### 駅一覧
南岸線
留萠駅（北緯43度56分33.68秒 東経141度39分7.69秒 / 北緯43.9426889度 東経141.6521361度） - （貨）西留萠駅 （北緯43度56分40.8秒 東経141度38分15.5秒 / 北緯43.944667度 東経141.637639度）
北岸線
留萠駅 - 分岐点 - （貨）北留萠駅 （北緯43度56分49.3秒 東経141度38分49.8秒 / 北緯43.947028度 東経141.647167度）
分岐点 - （貨）仮古丹浜駅（かりこたんはま）

## 輸送・収支実績
| 年度 | 輸送人員（人） | 貨物量（トン） | 営業収入（円） | 営業費（円） | 営業益金（円） | その他損金（円） | 支払利子（円） | 政府補助金（円） | 拓殖補助金（円） |
| ---- | -------------- | -------------- | -------------- | ------------ | -------------- | ---------------- | -------------- | ---------------- | ---------------- |
| 1930 | 57,505         | 51,919         | 37,911         | 80,641       | ▲ 42,730       |                  | 10,756         |                  |                  |
| 1931 | 61,121         | 161,577        | 157,250        | 115,670      | 41,580         | 雑損2償却金1,318 | 45,477         | 63,866           | 80,949           |
| 1931 | 179,441        |                | 157,250        | 115,670      | 41,580         | 雑損2償却金1,318 | 45,477         | 63,866           | 80,949           |
| 1932 | 43,188         | 204,044        | 217,189        | 149,201      | 67,988         | 償却金1,676      | 63,804         | 49,168           | 19,094           |
| 1932 | 263,524        |                | 217,189        | 149,201      | 67,988         | 償却金1,676      | 63,804         | 49,168           | 19,094           |
| 1932 | 27,259         |                | 217,189        | 149,201      | 67,988         | 償却金1,676      | 63,804         | 49,168           | 19,094           |
| 1933 | 59,261         | 228,476        | 262,112        | 157,923      | 104,189        | 償却金1,052      | 90,165         | 34,546           | 51,740           |
| 1933 | 258,367        |                | 262,112        | 157,923      | 104,189        | 償却金1,052      | 90,165         | 34,546           | 51,740           |
| 1933 | 76,989         |                | 262,112        | 157,923      | 104,189        | 償却金1,052      | 90,165         | 34,546           | 51,740           |
| 1934 | 70,367         | 204,494        | 287,381        | 178,626      | 108,755        | 雑損償却金7,728  | 77,459         | 72,203           | 57,392           |
| 1934 | 290,930        |                | 287,381        | 178,626      | 108,755        | 雑損償却金7,728  | 77,459         | 72,203           | 57,392           |
| 1934 | 107,339        |                | 287,381        | 178,626      | 108,755        | 雑損償却金7,728  | 77,459         | 72,203           | 57,392           |
| 1935 | 72,795         | 225,509        | 317,379        | 195,543      | 121,836        | 雑損71           | 73,606         | 108,916          | 52,062           |
| 1935 | 310,132        |                | 317,379        | 195,543      | 121,836        | 雑損71           | 73,606         | 108,916          | 52,062           |
| 1935 | 96,847         |                | 317,379        | 195,543      | 121,836        | 雑損71           | 73,606         | 108,916          | 52,062           |
| 1936 | 73,744         | 250,222        | 360,347        | 217,429      | 142,918        | 雑損1,320        | 57,854         | 89,372           | 37,957           |
| 1936 | 374,335        |                | 360,347        | 217,429      | 142,918        | 雑損1,320        | 57,854         | 89,372           | 37,957           |
| 1936 | 118,727        |                | 360,347        | 217,429      | 142,918        | 雑損1,320        | 57,854         | 89,372           | 37,957           |
| 1937 | 83,018         | 230,634        | 340,999        | 226,275      | 114,724        | 雑損177          | 43,558         | 67,449           | 48,252           |
| 1937 | 294,393        |                | 340,999        | 226,275      | 114,724        | 雑損177          | 43,558         | 67,449           | 48,252           |
| 1937 | 173,916        |                | 340,999        | 226,275      | 114,724        | 雑損177          | 43,558         | 67,449           | 48,252           |

- 鉄道統計資料、鉄道統計各年度版
- 上段炭礦線、中段南岸線、下段北岸線

## 車両

### 気動車

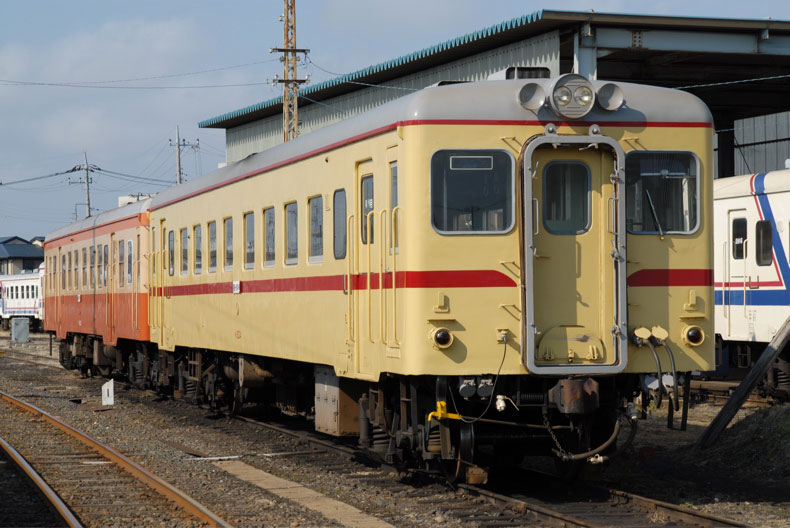
ひたちなか海浜鉄道湊線に在籍した旧留萌鉄道の気動車・キハ2004（2006年撮影）

1952年の気動車導入当初は、国鉄の機械式気動車に類似した車両を新造したが、うち1両は木造客車の台枠を流用して製作されたと言われている。
国鉄乗り入れ用に導入された気動車はキハ1000形（1001・1002）、キハ1100形（1103）、キハ2000形（2004・2005）の5両で、キハ1000形は湘南型の前面にバス窓の側面、1100形は前面が湘南型で国鉄キハ21形と国鉄キハ22形を折衷したような側面形状であった。キハ1000形は前面窓下にも1灯式ヘッドライト（最近の乗用車で見られるような、光軸が曲線区間では内側に向くものであった）を装備し、また台車は寒冷地での運用を考慮して空転しにくい2軸駆動方式とするなど試行要素が多かったが、キハ1100形は通常型ヘッドライトや1軸駆動など、より平凡な設計になっている。
また、キハ2000形は基本的に国鉄キハ22形に似るが、タイフォンが国鉄キハ55系のように前照灯両脇に付き、また、便所が未設置であるなど室内レイアウトに若干の違いがある。なお、国鉄乗り入れ車には国鉄型ATS-Sが搭載されていた。
廃止後、茨城県の茨城交通（現・ひたちなか海浜鉄道）にキハ1000形・キハ1100形・キハ2000形の全車が譲渡され、羽幌炭礦鉄道から来たキハ22形3両にあわせて、元羽幌車のオリジナル塗色であるワインレッドと白帯色に塗り替えられて運行された。このうちキハ2000形2両が2015年まで使用された。また2005年以降、前述の前面デザインによるためか、キハ2004がかつてのキハ55のイメージを彷彿させる国鉄準急型気動車の塗色となり、キハ2005も2009年末に国鉄急行色に塗色変更された。キハ2004は2016年に平成筑豊鉄道へ譲渡されることとなり、同年10月17日に金田駅に搬入されたが、車籍編入はなされておらず、本線走行は認可されていない。また博物館明治村に元日本鉄道の客車2両（ホハニ201、ホハフ2854）が譲渡されたが、台車のみ展示されている。

### 機関車

#### ディーゼル機関車
DR101CL
子会社の三和興業（後の日本除雪機製作所→NICHIJO）が開発し、1958年（昭和33年）に納入したロータリー式除雪ディーゼル機関車（製造は新潟鐵工所）。背の高い長大なボンネットを有するL形エンドキャブの車体形状で、運転室側に2軸従台車を、ボンネット側にロッド駆動3軸動台車を有する2-C軸配置としている。除雪装置は着脱式で、運転室前面に装着する。ロータリー式除雪ディーゼル機関車として国鉄に先駆けた開発で、特許を取得していた。機関はDMH36S形1基のみで、全長13.35m（除雪装置装着時16.45m）の車体規模に対し機関出力は450psに留まった。廃線後、昭和電工鹿瀬工場→鹿瀬電工（後の新潟昭和）に転じ、同工場専用鉄道の2号機となった。1981年（昭和56年）の時点でも除雪装置も含めて使用が確認されていた。
DD201・202・203
1960年（昭和35年）10月に入線した新潟鐵工所製ディーゼル機関車。機関はDMH17S形2基。車体形状は凸形センターキャブで、軸配置はB-B。運転室屋根の深いカーブや、ボンネット正面は開口部がなく後傾し、上面はわずかに前傾する等の、同時期の新潟鐵工所製ディーゼル機関車に共通する特徴を有するが、台車はロッド駆動ではない。この機関車の導入にあわせて機関車牽引列車の国鉄による運転管理が解除され、留萌鉄道の自社運行となった。当初DD201・202が製造・導入されたが、1964年（昭和39年）にDD201が火災により廃車となり、1965年（昭和40年）にDD203が代替新造された。廃線後については明らかとなっていない。

#### 蒸気機関車
15号・17号
昭和駅に接続する明治鉱業昭和炭鉱専用鉄道の入換用機関車。明治鉱業の所有機で、留萌鉄道の車籍を有していた。元は九州鉄道のクラウス製4形で、東京横浜電鉄が建設工事に使用した後、当地に移ったもの。廃線後は、15号は地元の沼田町で保存され、17号は広告・広報向けに転売が繰り返された後遠野で保存された。

## その他
- 札幌市手稲区にある道路用除雪機メーカーのNICHIJOは、もともとは同社の関連事業だった。
- 現在、石狩沼田駅 - 幌新温泉間を沼田町営バスが運行している。